# Sugar Land
Não confundir com a banda norte-americana de música country, Sugarland.
Sugar Land é uma cidade localizada no estado norte-americano do Texas, no Condado de Fort Bend. A cidade foi fundada em 1838, em meio a um latifúndio cujo principal vegetal cultivado era a cana de açúcar. Esta é a origem do nome da cidade. Sugar, em inglês, significa açúcar.

## Demografia
Segundo o censo norte-americano de 2000, a sua população era de 63.328 habitantes.
Em 2006, foi estimada uma população de 79.943, um aumento de 16615 (26.2%).

## Geografia
De acordo com o United States Census Bureau tem uma área de
64,6 km², dos quais 62,4 km² cobertos por terra e 2,2 km² cobertos por água. Sugar Land localiza-se a aproximadamente 23 m acima do nível do mar.

## Localidades na vizinhança
O diagrama seguinte representa as localidades num raio de 8 km ao redor de Sugar Land.